# 미아후아틀란목화쥐
미아후아틀란목화쥐(Sigmodon planifrons)는 비단털쥐과에 속하는 설치류이다. 멕시코 오아하카주 미아후아틀란 산맥의 태평양 경사면에서만 발견된다. 탈락성 열대 숲에서 서식한다.